# Юданов Ігор Борисович
Ігор Борисович Юданов (нар. 23 грудня 1964, Ялта, Кримська область, УРСР) — радянський та український футболіст, виступав на позиції півзахисника.

## Життєпис
Народився в Ялті. Вихованець сімферопольської «Таврії», перший тренер — А. Пінхусович. Дорослу футбольну кар'єру розпочав 1981 році в дублі «Таврії», кольори якої захищав до 1984 року. У 1983 році в пошуках ігрової практики перейшов у черкаське «Дніпро», але зіграв лише 2 поєдинки в Другій лізі. 
У 1985 році підсилив друголіговий «Шахтар». У футболці палоградького клубу зіграв 37 матчів у Другій лізі, в яких відзначився. З 1987 по 1990 рік захищав кольори «Ворскли». У футболці полтавського клубу зіграв три з половиною сезони, за цей час у Другій лізі СРСР провів 144 матчі. Єдиним голом у складі «Ворскли» відзначився 8 листопада 1990 року на 39-ій хвилині переможного (4:2) домашнього поєдинку 44-го туру Другої ліги проти берестейського «Динамо». Ігор вийшов на поле в стартовому складі та відіграв увесь матч. Сезон 1990 року завершив у клубі Другої нижчої ліги «Шахтар» з міста Шахти (ростовська область). За «гірників» зіграв 19 матчів. В останньому розіграші чемпіонату СРСР захищав кольори клубу Другої нижчої ліги «Нафтовик». У футболці охтирського клубу в чемпіонаті СРСР провів 16 поєдинків, 1 матч зіграв у кубку СРСР та 3 поєдинки — в інших турнірах.
Про подальшу кар'єру в перші роки незалежної України дані відсутні. У сезоні 1998/99 років захишав кольори ФК «Ялта» в чемпіонаті АР Крим. У 1999 році виїхав до Росії, де виступав за аматорські колективи «Торпедо-2» (Армавір) та «Кубань-Хуторок-2» (Новокубанськ). У 2001 році повернувся до Криму, де виступав у першості АРК за ялтинські клуби «Новатор-Ренесанс» та ФК «Ялта». Футбольну кар'єру завершив 2014 року в «Рубіні».